# Tab Benoit
Tab Benoit (Baton Rouge, 1967. november 17. –) bluesgitáros, énekes.

## Pályafutása
Benoit 1985. májusában érettségizett a Catholic High School-ban (Houma, Louisiana).
A cajun zenéhez kapcsolónak Benoit kulturális gyökerei, továbbá  a klasszikus blues- és rockzenészekhez, mint Albert King, Albert Collins és Jimi Hendrix. Pályafutása során számos más zenésszel is együtt dolgozott, köztük Charlie Musselwhite-tal és Jimmy Thackery-vel.
2004-ben Tab Benoit társalapítója volt a Voice of the Wetlands nevű nonprofit szervezetnek, amelynek célja a dél-louisianai vizes élőhelyek megőrzése. Ott − a „Dél mélye” mocsarai melletti – régió kulturális identitását egyre inkább fenyegeti gazdag olajlelőhelyek kiaknázása.

## Albumok
(válogatás)
- 1992: Nice & Warm
- 1994: What I Live For
- 1995: Standing on The Bank
- 1997: Live: Swampland Jam
- 1999: Homesick For The Road (& Debbie Davies, Kenny Neal)
- 1999: These Blues Are All Mine
- 2002: Wetlands
- 2002: Whiskey Store (& Jimmy Thackery)
- 2003: The Sea Saint Sessions
- 2004: Whiskey Store Live (& Jimmy Thackery)
- 2005: Fever For The Bayou
- 2005: Voice Of The Wetlands
- 2006: Brother To The Blues
- 2007: Power of the Pontchartrain
- 2008: Night Train To Nashville
- 2010: Medicine
- 2011: Box of Pictures
- 2012: Legacy: The Best Of
- 2024: I Hear Thunder

## Filmek
- Tab Benoit az IMDb-n

## Díjak
- 2007: B.B. King Entertainer of the Year-díj
- 2010: The Louisiana Music Hall of Fame
- 2012: Benoit három különböző Blues Music Award-t nyert el: Contemporary Blues Male Artist; Contemporary Blues Album, Az év szórakoztatója
- 2013: Blues Music Awards Contemporary Blues; másodszor